# National Hangeul Museum
Il National Hangeul Museum (국립 한글 박물관?, Gungnip han-geul bangmulgwanLR) è un museo sudcoreano fondato nel 2014 nel distretto di Yongsan a Seul. Si estende su una superficie di 11.322 metri quadrati in cui vengono presentati il contesto culturale e politico della nascita della struttura linguistica coreana e l'evoluzione dell'alfabeto coreano, l'hangeul, attraverso mostre e attività di ricerca svolte tanto in Corea quanto all'estero.

## Struttura
Seguendo il principio di Cheonjiin, ovvero la visione secondo la quale le vocali primarie dell'hangeul rappresentino il cielo, la terra e l'umanità, il progetto architettonico del museo incarna il luogo del loro incontro.
La struttura è costituita da un seminterrato con un auditorium e tre piani con aule, una biblioteca che contiene libri specialistici e facsimili di vecchi documenti accessibili al pubblico, una sala espositiva permanente e una per le esposizioni speciali: entrambe le esposizioni consistono di opere del passato e del presente che tracciano la storia dell''hangeul. Il museo ospita anche delle collezioni. Sono inoltre presenti un centro di apprendimento per l'hangeul e un museo per bambini con un parco giochi dedicato all'alfabeto coreano.